# HD43847
HD43847 — хімічно пекулярна зоря спектрального класу A1, що має видиму зоряну величину в смузі V приблизно  6,0.
Вона  розташована на відстані близько 390,6 світлових років від Сонця.

## Фізичні характеристики
Зоря HD43847 обертається 
порівняно повільно 
навколо своєї осі. Проєкція її екваторіальної швидкості на промінь зору становить  Vsin(i)= 13км/сек.